# Polytelini
Polytelini es una tribu de aves psitaciformes perteneciente a la familia Psittaculidae. Es una de las tres tribus de la subfamilia Psittaculinae. Agrupa a ocho especies de papagayos y pericos nativas de Australasia y la Wallacea.

## Especies
Esta tribu contiene tres géneros:
- Género Alisterus
  - Alisterus scapularis - papagayo australiano;
  - Alisterus amboinensis - papagayo moluqueño;
  - Alisterus chloropterus - papagayo papú;
- Género Aprosmictus
  - Aprosmictus jonquillaceus - papagayo de Timor;
  - Aprosmictus erythropterus - papagayo alirrojo;
- Género Polytelis
  - Polytelis swainsonii - perico soberbio;
  - Polytelis anthopeplus - perico regente;
  - Polytelis alexandrae - perico princesa.